# كارينينا
بلدية كارينينا (بالإسبانية: Cariñena) هي بلدية تقع في مقاطعة سرقسطة التابعة لمنطقة أراغون شمال شرق إسبانيا.

## الديموغرافيا
بلغ عدد سكان بلدية كارينينا 3.728 نسمة عام 2011 (وفقاً للمعهد الوطني الإسباني للإحصاء).
| 2.852 | 2.891 | 3.196 | 3.536 | 3.353 | 3.665 | 3.728 |

## أعلام
- أليغو فيليز